# وجيهة الضبية
وجيهة بنت أوس الضبية. شاعرة. أورد لها أبو تمام في (الحماسة) أبياتًا في الحنين إلى وطنها، من رقيق الشعر. واستشهد البكري ببيت من شعرها على صحة اسم (النميرة) في ديار بني تميم، مما يدل على أنها جاهلية أو في أوائل العصر الإسلامي (صدر الإسلام).

## شعرها
من شعرها، وهو من البحر الطويل: